# Heterodrilus queenslandicus
Heterodrilus queenslandicus is een ringworm uit de familie van de Naididae. De wetenschappelijke naam van de soort is voor het eerst geldig gepubliceerd in 1977 door Jamieson.